# Nicotiana glutinosa
Nicotiana glutinosa ist eine Pflanzenart aus der Gattung Tabak (Nicotiana) aus der Familie der Nachtschattengewächse (Solanaceae). Die Art ist in Südamerika verbreitet.

## Beschreibung
Nicotiana glutinosa ist eine grobe, meist ein bis zwei Meter hohe, einjährige Pflanze, mit eher stabilen Stängeln, steifen, kaum abstehenden Zweigen und einer klebrigen Behaarung, die sogar auf den Kronen vorkommt. Die Blattstiele sind kürzer als die Blattspreiten. Letztere sind herzförmig-gerundet, nach vorn mehr oder weniger zugespitzt-gedreht, die basalen Lappen sind oftmals eingerollt. Die größten Blätter haben eine Länge von 10 bis 20 cm.
Die traubenförmigen Blütenstände sind verlängert und kräftig. Die Blütenstiele sind 5 bis 12 mm lang, an der Frucht leicht verlängert. Der Kelch ist glockenförmig, 5 bis 7 mm lang und mit deutlich ungleichförmigen Zipfeln besetzt. Diese sind 1- bis 3-mal länger als die Kelchröhre, dreieckig und eng spitz zulaufend, oftmals zurückgebogen. Die Kronröhre ist 3 bis 5 mm lang, 5 mm breit, der Schlund ist hell grünlich-gelb oder rot getönt. Der Zylinder ist 5 bis 10 mm lang, der Becher ist undeutlich ausgeprägt und 1,5 bis 2 cm lang und fast genauso breit. Unterhalb des Kronsaums ist er glockenförmig. Der Kronsaum ist 8 bis 12 mm breit, pink, rot oder zitronengelb auf der Innenseite. Die Kronlappen sind meist breit eiförmig und mit kurzen, zugespitzten, gekerbten und zurückgebogenen Spitzen besetzt. Die Staubblätter stehen alle kaum über die Krone hinaus, ein einzelnes kann auch kürzer sein. Die Staubfäden sind in der unteren Hälfte spärlich wollig behaart.
Die Früchte sind breit eiförmige, 1 bis 1,5 cm lange Kapseln. Die Samen sind 0,6 mm lang, dunkelbraun, netzartig strukturiert, die Rippen sind ungleichmäßig gewellt.
Die Chromosomenzahl beträgt 2n = 24.

## Vorkommen
Die Art ist in Bolivien, Peru und Ecuador verbreitet.